# Eriocnemis nigrivestis
Eriocnemis nigrivestis là một loài chim trong họ Trochilidae.
Đây là loài đặc hữu Ecuador, thân dài 8,5 cm. Chúng có một phạm vi phân bố rất hạn chế, chỉ được tìm thấy trên sườn Tây Bắc của ngọn núi lửa Pichincha và đây là cực kỳ nguy cấp. Ngày 23 tháng 6 năm 2005 loài chim này đã được thông qua như là biểu tượng của thành phố Quito tọa lạc ở phía bên kia của núi lửa, rất gần với nơi mà các quần thể cuối cùng của loài được tìm thấy.